# Ole Danbolt Mjøs

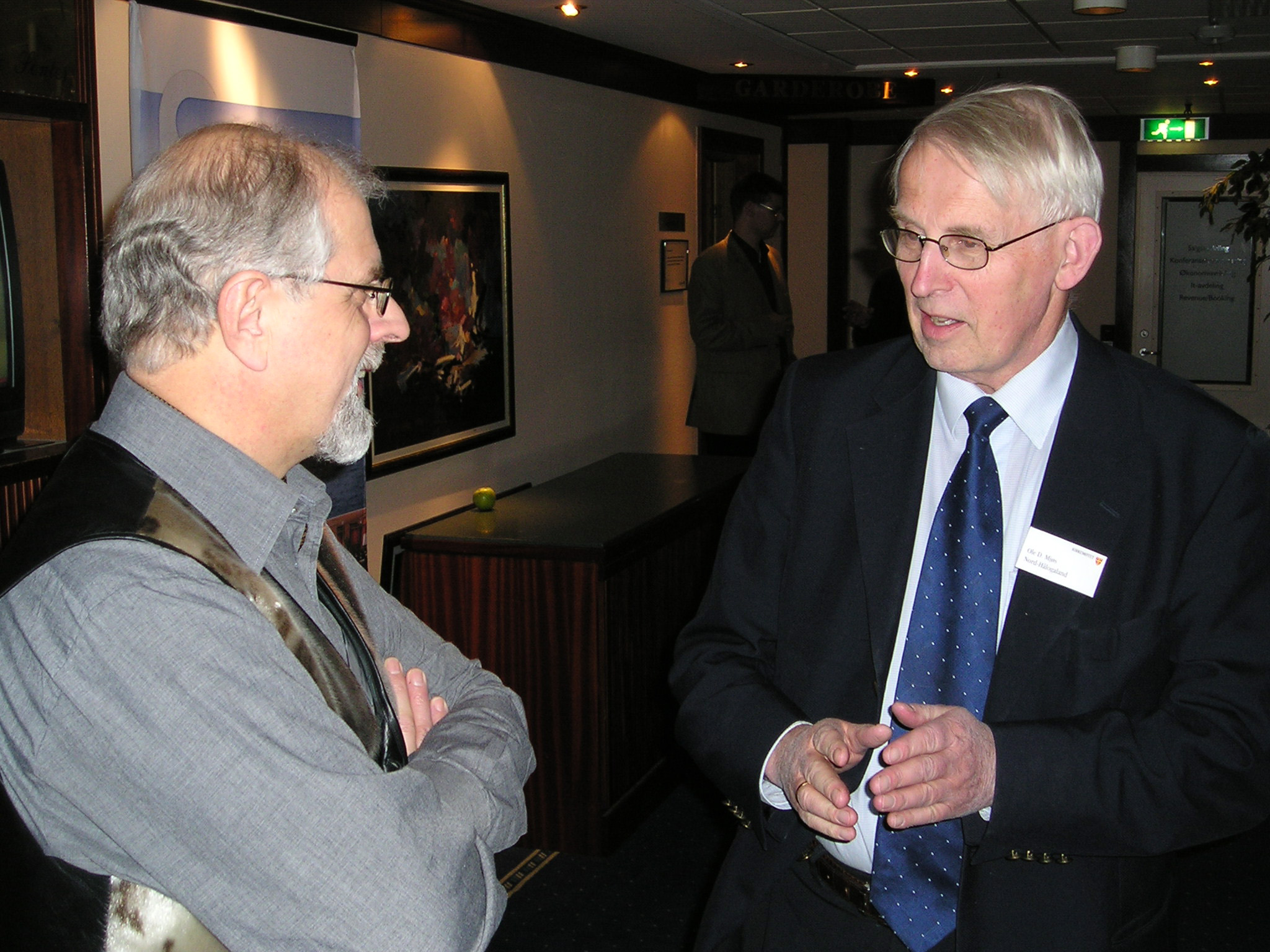
Ole Danbolt Mjøs (t.h.) med biskop Per Oskar Kjølaas.

Ole Danbolt Mjøs, född 8 mars 1939 i Bergen, död 1 oktober 2013, var en norsk läkare. Han var professor i fysiologi vid Universitetet i Tromsø sedan 1974. Åren 1989–1995 var han också universitetets rektor. Han var ordförande för Norska Nobelkommittén 2003 till 2008.